# Santo Stefano Roero
Santo Stefano Roero (piemontiul: San Stéo Roé) település Olaszországban, Piemont régióban, Cuneo megyében. Lakosainak száma 1331 fő (2023. január 1.). Santo Stefano Roero Montà, Monteu Roero, Pralormo és Canale községekkel határos.

## Népesség
A település lakossága az elmúlt években az alábbi módon változott:
| Lakosok száma | 1380 | 1387 | 1331 |
|               | 2017 | 2018 | 2023 |